# Liste der Baudenkmäler in Schiffweiler
In der Liste der Baudenkmäler in Schiffweiler sind alle Baudenkmäler der saarländischen Gemeinde Schiffweiler nach ihren Ortsteilen aufgelistet. Grundlage ist die Veröffentlichung der Landesdenkmalliste im Amtsblatt des Saarlandes vom 22. Dezember 2004 und die aktuelle Teildenkmalliste des Landkreises Neunkirchen in der Fassung vom 9. August 2017.

## Heiligenwald
| Lage                                                                     | Bezeichnung                                                                                            | Beschreibung | Bild |
| ------------------------------------------------------------------------ | --- | --- | --- |
| Itzenplitzstraße 49° 21′ 11″ N, 7° 5′ 33″ O                              | Ensemble Schachtanlage Itzenplitz                                                                      | 1860 wurde mit dem Abteufen des ersten Tiefbauschachtes Itzenplitz I begonnen. 1872 wurde der Itzenplitzschacht II bis zur Redensohle abgeteuft. In den folgenden Jahren wurden ein Zechenhaus, eine Schreinerei und eine Schmiedewerkstatt erbaut. 1886 wurde Schacht III abgeteuft, dessen Fördergerüst heute das älteste noch erhaltene an der Saar ist. 1894/95 wird eine Kohlenwäsche errichtet. 1910 erhielt die Grube eine eigene Waschkaue. 1920 gingen alle Liegenschaften des Preußischen Bergfiskus an Frankreich über. 1935 kehren diese in den Besitz des Deutschen Reiches über. Nach dem Zweiten Weltkrieg setzte der Niedergang der Anlage ein. 1958 wurde die Grube Nebenanlage der Grube Reden. 1960 wurde Itzenplitz dann als Förderstandort stillgelegt, Seilfahrt und Materialtransport wurden noch bis in die 1990er Jahre weiter betrieben. | 1860 wurde mit dem Abteufen des ersten Tiefbauschachtes Itzenplitz I begonnen. 1872 wurde der Itzenplitzschacht II bis zur Redensohle abgeteuft. In den folgenden Jahren wurden ein Zechenhaus, eine Schreinerei und eine Schmiedewerkstatt erbaut. 1886 wurde Schacht III abgeteuft, dessen Fördergerüst heute das älteste noch erhaltene an der Saar ist. 1894/95 wird eine Kohlenwäsche errichtet. 1910 erhielt die Grube eine eigene Waschkaue. 1920 gingen alle Liegenschaften des Preußischen Bergfiskus an Frankreich über. 1935 kehren diese in den Besitz des Deutschen Reiches über. Nach dem Zweiten Weltkrieg setzte der Niedergang der Anlage ein. 1958 wurde die Grube Nebenanlage der Grube Reden. 1960 wurde Itzenplitz dann als Förderstandort stillgelegt, Seilfahrt und Materialtransport wurden noch bis in die 1990er Jahre weiter betrieben. |
| Itzenplitzstraße 49° 21′ 11″ N, 7° 5′ 33″ O                              | Ensemble Schachtanlage Itzenplitz                                                                      | Itzenplitzstraße, Schalthaus, um 1890 (Einzeldenkmal) | BW |
| Itzenplitzstraße 49° 21′ 11″ N, 7° 5′ 33″ O                              | Ensemble Schachtanlage Itzenplitz                                                                      | Itzenplitzstraße, Fördermaschinenhaus, 1886 (Einzeldenkmal) | BW |
| Itzenplitzstraße 49° 21′ 11″ N, 7° 5′ 33″ O                              | Ensemble Schachtanlage Itzenplitz                                                                      | Itzenplitzstraße, Fördergerüst (Einzeldenkmal): Das Fördergerüst des Schachtes Itzenplitz III wurde im Jahre 1886 von der Neunkircher Stahlbaufirma Eduard Böcking errichtet. Es ist das älteste erhaltene Seilscheibengerüst des Saarbergbaus. 1944 wurde es teilerneuert. | |
| Itzenplitzstraße 49° 21′ 11″ N, 7° 5′ 33″ O                              | Ensemble Schachtanlage Itzenplitz                                                                      | Itzenplitzstraße, Kauenkomplex der Grube Itzenplitz, 1910, 1950–60 Anbau (Einzeldenkmal) | BW |
| Itzenplitzer Straße, Flur 1, Flurstück 121/42 49° 21′ 11″ N, 7° 5′ 33″ O | Förderanlage mit Fördermaschinenhaus, Fördermaschine und Fördergerüst über Schacht II Grube Itzenplitz | Das Fördergerüst wurde 1957 von der Saarbrücker Firma Arnoth und Bäcker erbaut und ist ein „deutsches Strebengerüst“ in Vollwandprofil-Bauweise. | |
| Itzenplitzer Straße 49° 21′ 10″ N, 7° 5′ 45″ O                           | Evangelische Pfarrkirche der Grube Itzenplitz                                                          | 1868 wurde vom preußischen Bergfiskus ein Betsaal für die evangelischen Christen unter den Arbeitern der Grube Itzenplitz errichtet. Der neoromanische Bau besitzt sieben Fensterachsen, die von Lisenen getrennt sind. Auf einer der Langseiten befindet sich der Eingang in einem zentralen Eingangsrisalit. 1906 wurde ein romanisierter Turm angebaut. Bei der Restaurierung 1958 wurde das Innere modernisiert. 1980 renovierte man auch das Äußere und entfernte dabei den Verputz, um das ursprüngliche Aussehen wiederherzustellen. Bei weiteren Renovierungsarbeiten 2014/2015 wurde das Dach komplett erneuert und der Innenputz entfernt. Aufgrund fehlender Finanzmittel verbleibt die Kirche zurzeit in einem teilrenovierten Zustand und kann nur gelegentlich genutzt werden.                                                                       | |
| Laurentiusstraße 49° 21′ 12″ N, 7° 5′ 52″ O                              | Pfarrkirche St. Laurentius                                                                             | St. Laurentius wurde 1927/28 nach Plänen des Trierer Architekten Peter Marx erbaut. Den Haupteingang der Kirche bildet eine offene Vorhalle mit drei Spitzbögen. Dem Dach der Halle ist mittig eine Kreuzigungsgruppe vorgesetzt. Dahinter erhebt sich die westwerkartige Fassade mit drei Blendbögen, in denen Fenster liegen. Darauf sitzen zwei quadratische Baukörper als Glockentürme mit Schallfenstern auf denen zwei achteckige Aufbauten mit dazwischen liegendem Dachsattel ruhen. Das Langhaus gliedert sich in ein Mittelschiff und zwei schmale Seitenschiffe. Das linke Seitenschiff ist zu einem kleinen Querschiff erweitert. An das Mittelschiff schließt sich der Rechteckchor an, auf dem ein quadratischer Dachreiter sitzt. | |
| Pestalozzistraße 49° 21′ 9″ N, 7° 7′ 0″ O                                | Schule, 1934                                                                                           | Erbaut 1934, später zum Mehrfamilienwohnhaus umgebaut | |
| Weiherstraße 49° 21′ 3″ N, 7° 5′ 43″ O                                   | Bahnhofsempfangsgebäude                                                                                | Im Saarland sind nur wenige Grubenbahnhöfe erhalten, zu denen auch der in Heiligenwald gehört. Schon 1860 hatte man die Stichbahn zur Grube Itzenplitz in Betrieb genommen. Im selben Jahr wurde auch das Bahnhofsgebäude eröffnet. Der zweigeschossige Putzbau besitzt im Erdgeschoss hochrechteckige Fenster, im Obergeschoss Rundbogenfenster mit auffälliger Sandsteinlaibung und halbrunder Verdachung. Das Gebäude wurde inzwischen zum Wohnhaus umgebaut. | |
| Weiherstraße 49° 21′ 0″ N, 7° 5′ 45″ O                                   | Pumpenhaus am Itzenplitzer Weiher                                                                      | 1878/79 wurde der Itzenplitzer Weiher aufgestaut und ein Pumpenhaus errichtet. Das Wasser wurde zum Betrieb der Dampfmaschinen zur Förderung der Kohle der Grube Itzenplitz gebraucht. Das Pumpenhaus ist ein verputzter Rundbau mit Sandsteinsockel. | |

## Landsweiler-Reden
| Lage                                                                     | Bezeichnung                                                                                             | Beschreibung | Bild |
| ------------------------------------------------------------------------ | --- | --- | --- |
| Koloniestraße/ Madenfelderhofstraße 49° 21′ 2″ N, 7° 7′ 28″ O            | Ensemble Madenfelderhof                                                                                 | Die französische Minengesellschaft errichtete zwischen 1920 und 1922 40 Doppelhäusern für 80 Familien von Bergleuten der Grube Reden, die aus dem Nordsaarland und dem Hunsrück stammten. Anders als bei den anderen Werkssiedlungen im Saarrevier entschied man sich für Mietwohnungen, wie dies in Frankreich damals üblich war. Die schmucklosen Gebäude wurden in zwei Straßen vierfach variiert und stehen sowohl giebel- als auch traufständig. | Die französische Minengesellschaft errichtete zwischen 1920 und 1922 40 Doppelhäusern für 80 Familien von Bergleuten der Grube Reden, die aus dem Nordsaarland und dem Hunsrück stammten. Anders als bei den anderen Werkssiedlungen im Saarrevier entschied man sich für Mietwohnungen, wie dies in Frankreich damals üblich war. Die schmucklosen Gebäude wurden in zwei Straßen vierfach variiert und stehen sowohl giebel- als auch traufständig. |
| Koloniestraße/ Madenfelderhofstraße 49° 21′ 2″ N, 7° 7′ 28″ O            | Ensemble Madenfelderhof                                                                                 | Koloniestraße 1–27 (ungerade Nummern), Wohnhäuser, 1920–21 (Ensemblebestandteil) | BW |
| Koloniestraße/ Madenfelderhofstraße 49° 21′ 2″ N, 7° 7′ 28″ O            | Ensemble Madenfelderhof                                                                                 | Koloniestraße 2–32 (gerade Nummern), Wohnhäuser, 1920–21 (Ensemblebestandteil) | BW |
| Koloniestraße/ Madenfelderhofstraße 49° 21′ 2″ N, 7° 7′ 28″ O            | Ensemble Madenfelderhof                                                                                 | Madenfelderhofstraße 1–47 (ungerade Nummern), Wohnhäuser, 1920–21 (Ensemblebestandteil) | BW |
| Koloniestraße/ Madenfelderhofstraße 49° 21′ 2″ N, 7° 7′ 28″ O            | Ensemble Madenfelderhof                                                                                 | Madenfelderhofstraße 2–62 (gerade Nummern), Wohnhäuser, 1920–21 (Ensemblebestandteil) | BW |
| Bildstockstraße/ Schachtstraße/ Schlossstraße 49° 20′ 57″ N, 7° 6′ 37″ O | Ensemble Werksiedlung Grube Reden                                                                       | Siedlung, Doppelwohnhäuser mit Wirtschaftsgebäuden, Einfriedungen und Hausbäumen | Siedlung, Doppelwohnhäuser mit Wirtschaftsgebäuden, Einfriedungen und Hausbäumen |
| Bildstockstraße/ Schachtstraße/ Schlossstraße 49° 20′ 57″ N, 7° 6′ 37″ O | Ensemble Werksiedlung Grube Reden                                                                       | Bildstockstraße 1, 3, 5, 7 | BW |
| Bildstockstraße/ Schachtstraße/ Schlossstraße 49° 20′ 57″ N, 7° 6′ 37″ O | Ensemble Werksiedlung Grube Reden                                                                       | Schachtstraße 3/5, 4/6, 7/9, 8/10, 11/13, 12/14, 13/15, 17/19, 18/20, 19/21, 23/35, 27/29, 31/33, 35, 37 | |
| Bildstockstraße/ Schachtstraße/ Schlossstraße 49° 20′ 57″ N, 7° 6′ 37″ O | Ensemble Werksiedlung Grube Reden                                                                       | Schlossstraße 1/2, 3/4, 5/6, 7/8, 9/10, 11/12 | |
| Am Bergwerk Reden 49° 21′ 1″ N, 7° 6′ 51″ O                              | Schachtanlage der Grube Reden                                                                           | Im Jahr 1846 wurde der Schacht Reden I als Teil der Grube Heinitz abgeteuft. 1850 wurde das Bergwerk eigenständig und ein zweiter Schacht begonnen. 1856 wurde der dritte Schacht abgeteuft. Dieser wurde wenige Jahre später zum Hauptförderschacht. 1887 wurde der vierte Schacht abgeteuft. Nach dem Ersten Weltkrieg kam das Saarland unter französische Kontrolle. Nach dem Wiederanschluss an das Deutsche Reich besuchte Ende 1935 Hermann Göring die Grube und beschloss den Ausbau zur Musteranlage. Die Übertage-Anlagen wurden modernisiert und ausgebaut, es entstand eine Kokerei. Bis weit nach dem Ende des Zweiten Weltkriegs galt die Grube als eine der modernsten Deutschlands. Ende der 1980er Jahre wurde die Gruben Camphausen, Reden, Göttelborn zum Verbundbergwerk Ost zusammengeschlossen. Camphausen wurde 1990 stillgelegt und wurde als Nebenanlage weitergeführt. Reden und Göttelborn bestanden bis zum 31. Dezember 1995 separat weiter. Danach wurde das Verbundbergwerk Göttelborn-Reden gegründet und die Grube Reden als selbständige Anlage geschlossen. Die Förderung wurde komplett nach Göttelborn verlegt. Am 1. September 2000 wurde auch die Förderung des Verbundbergwerks Göttelborn-Reden eingestellt. | |
| Am Bergwerk Reden 49° 21′ 1″ N, 7° 6′ 51″ O                              | Fördergerüst IV                                                                                         | Das Fördergerüst von Schacht IV wurde 1939 errichtet und ist 28,5 Meter hoch. Das Gerüst zählt zu den höchsten und frühesten Eisenarchitekturen in Vollwandbauweise im Saarbergbau. | |
| Am Bergwerk Reden 49° 21′ 1″ N, 7° 6′ 51″ O                              | Fördergerüst V                                                                                          | Das Fördergerüst V wurde 1949 errichtet und ist 38,5 Meter hoch. | |
| Am Bergwerk Reden 49° 21′ 1″ N, 7° 6′ 51″ O                              | Denkmal des Grubenunglücks von 1907                                                                     | 1907 wurden bei einer Schlagwetterexplosion mit anschließender Kohlenstaubexplosion im Flöz Thiele 150 Bergleute getötet. | |
| Am Bergwerk Reden 49° 21′ 1″ N, 7° 6′ 51″ O                              | Denkmal des Grubenunglücks von 1864                                                                     | Am 20. Oktober 1864 ereignete sich auf Flöz Kallenberg eine Schlagwetterexplosion, die 35 Bergleute das Leben kostete. | |
| Am Bergwerk Reden 49° 21′ 1″ N, 7° 6′ 51″ O                              | Fördermaschinenhaus 4 mit Dampffördermaschine West                                                      | Erbaut 1938 | |
| Am Bergwerk Reden 49° 21′ 1″ N, 7° 6′ 51″ O                              | Fördermaschinenhaus 5 mit Dampffördermaschine Ost                                                       | Erbaut 1916/17 | |
| Am Bergwerk Reden 49° 21′ 1″ N, 7° 6′ 51″ O                              | Kompressorenhalle                                                                                       | Erbaut um 1893 | |
| Am Bergwerk Reden 49° 21′ 1″ N, 7° 6′ 51″ O                              | Verwaltungs- und Zechengebäude der Grube Reden mit Denkmal eines Bergmanns von Fritz Koelle, Zechenhaus | Das Verwaltung- und Zechengebäude entstand in den Jahren 1935 bis 1938, nachdem die Nationalsozialisten aus der Grube einen Musterbetrieb machen wollten. Das monumentale Gebäude mit Bädern, Lampenstube, Steigerstuben, Lohnhalle, Magazin, Verbandsstuben und Markenkontrolle besteht aus rot-braunen Birkenfelder Klinkern. Das repräsentative Eingangsportal wird von zwei Pfeilern unterteilt. Davor steht eine überlebensgroße Skulptur des „Saarbergmannes“ von Bildhauer Fritz Koelle. | |
| Am Rathausberg 1 49° 21′ 29″ N, 7° 7′ 44″ O                              | Schule und Badeanstalt                                                                                  | Erbaut 1904 bis 1906, später Umbau zum Mehrfamilienwohnhaus | |
| Bahnhofstraße 28 49° 21′ 9″ N, 7° 7′ 2″ O                                | Berginspektionsgebäude                                                                                  | 1866 erbaut, später Umbau zum Geschäftshaus | |
| Hauptstraße 153/155 49° 21′ 29″ N, 7° 7′ 55″ O                           | „Wingerath-Haus“, Bauernhaus                                                                            | Um 1750 erbaut, Umbau 1855 | |
| Illinger Straße 49° 21′ 26″ N, 7° 7′ 41″ O                               | Ev. Pfarrkirche                                                                                         | Die evangelische Kirche wurde von 1901 bis 1903 nach Entwürfen des Saarbrücker Architekten Heinrich Christian Güth im neugotischen Stil errichtet. Der Portalseite ist ein schlanker, gestufter Turm vorgelagert, über den man die Kirche betritt. Die Fassade des Sandsteinbaus ist hier mit Zahn- und Rundbogenfriesen verziert. Der schlichte Saalbau wird von einem eingezogenen Chor mit zweiseitigem Schluss abgeschlossen. | |
| Kirchenstraße 49° 21′ 30″ N, 7° 7′ 50″ O                                 | Kath. Pfarrhaus                                                                                         | Erbaut von 1897 bis 1900 von Lambert von Fisenne. | |
| Kirchenstraße 49° 21′ 30″ N, 7° 7′ 50″ O                                 | Kath. Kirche Herz Jesu                                                                                  | Die Herz-Jesu-Kirche wurde in den Jahren 1897 bis 1900 nach Plänen des Architekten Lambert von Fisenne errichtet. Die dreischiffige Basilika im Stil der Neugotik ist in drei Joche mit Kreuzrippengewölben aufgeteilt. Vor dem Langhaus steht ein Kirchturm mit Spitzhelm. An das Langhaus schließt sich ein Querschiff an, gefolgt von einem fünfseitigen Chor mit polygonalem Abschluss. | |
| Lauerstraße 19 49° 21′ 21″ N, 7° 7′ 45″ O                                | Kath. Vereinshaus                                                                                       | Erbaut 1927/28 | |

## Schiffweiler
| Lage                                                  | Bezeichnung                     | Beschreibung | Bild |
| ----------------------------------------------------- | ------------------------------- | --- | --- |
| Gasstraße 49° 22′ 5″ N, 7° 7′ 46″ O                   | Ensemble Gasstraße              | Die Bergarbeitersiedlung besteht aus einer geschlossenen Reihe von Prämienhäusern aus der Zeit der Jahrhundertwende. | Die Bergarbeitersiedlung besteht aus einer geschlossenen Reihe von Prämienhäusern aus der Zeit der Jahrhundertwende. |
| Gasstraße 49° 22′ 5″ N, 7° 7′ 46″ O                   | Ensemble Gasstraße              | Gasstraße 12–20 (gerade Nummern), Arbeiterwohnhäuser (Ensemblebestandteil) | |
| 49° 22′ 17″ N, 7° 7′ 42″ O                            | Ensemble Rathausstraße          | Das Denkmalensemble rund um das Schiffweiler Rathaus umfasst soziale, kulturelle und verwaltende Einrichtungen aus dem 19. Jahrhundert auf engstem Raum. Dazu gehören das Rathaus, zwei Schulhäuser und das kath. Pfarrhaus. | Das Denkmalensemble rund um das Schiffweiler Rathaus umfasst soziale, kulturelle und verwaltende Einrichtungen aus dem 19. Jahrhundert auf engstem Raum. Dazu gehören das Rathaus, zwei Schulhäuser und das kath. Pfarrhaus. |
| 49° 22′ 17″ N, 7° 7′ 42″ O                            | Ensemble Rathausstraße          | Rathausstraße 9, sog. Rathaus-Schulhaus, 1876 bis 1879 (Einzeldenkmal) | |
| 49° 22′ 17″ N, 7° 7′ 42″ O                            | Ensemble Rathausstraße          | Rathausstraße 9a, sog. Spießförsterhaus, Schule, 1820 (Einzeldenkmal) | |
| 49° 22′ 17″ N, 7° 7′ 42″ O                            | Ensemble Rathausstraße          | Rathausstraße 11, Rathaus (Einzeldenkmal): Das Rathaus ist ein zweigeteilter Bau. Er entstand 1878/79 und wurde 1913 erweitert. | |
| 49° 22′ 17″ N, 7° 7′ 42″ O                            | Ensemble Rathausstraße          | Rathausstraße 13, kath. Pfarrhaus (Einzeldenkmal): Das Pfarrhaus wurde 1905 erbaut. Der zweigeschossige Sandsteinbau erhebt sich über einem niedrigen Sockel und ist mit Gurt- und Geschossgesimsen gegliedert. Eckquaderungen aus rotem Sandstein betonen das Gebäude. Zur Straßenseite springt ein Mittelrisalit vor, dessen Giebel mit Bogenfries geschmückt ist. Der Dreiecksgiebel besitzt im Zentrum zwei kleine Fenster, zwischen denen sich eine Figurennische mit Madonna befindet. Der Baukörper wird von einem Traufgesims abgeschlossen und von einem Krüppelwalmdach gedeckt. | |
| Bauernstraße 6 (ehemals 19) 49° 22′ 19″ N, 7° 8′ 2″ O | Bauernhaus                      | Errichtet 1850 | |
| Bauernstraße 17 49° 22′ 22″ N, 7° 8′ 1″ O             | Arbeiterwohnhaus                | Erbaut 1849 | |
| Donnersbergstraße 6 49° 22′ 21″ N, 7° 7′ 36″ O        | Villa Irene, Wohnhaus           | Die Villa Irene wurde 1900 von Karl Fischer auf längsrechteckigem Grundriss erbaut. Das eingeschossige, giebelständige Wohnhaus wurde über einem rustizierten Sockelgeschoss errichtet. Der vordere Gebäudeteil mit Auslucht ist schmäler als der Rest des Hauses und gibt so einem Eingang an der Seite eines Risaliten Platz. Das Ziegelsteingebäude ist mit Gurt- und Sohlbankgesimsen gegliedert. Einige der hochgezogenen rechteckigen Fenster mit Segmentbögen sind von einem Ziegelbogen zusammengefasst.                                                                           | |
| Hauptstraße 35 49° 22′ 8″ N, 7° 7′ 53″ O              | Saalbau                         | Um 1910 errichtet | |
| Hauptstraße 43 49° 22′ 6″ N, 7° 7′ 53″ O              | Wohn- und Geschäftshaus         | Erbaut 1905 | |
| Hauptstraße 44 49° 22′ 5″ N, 7° 7′ 52″ O              | Wohnhaus                        | Erbaut 1907/08 | |
| Klosterstraße 49° 22′ 19″ N, 7° 7′ 50″ O              | Pfarrkirche St. Martin          | St. Martin wurde zwischen 1867 und 1869 nach Plänen des Architekten Carl Friedrich Müller errichtet. Das Hauptportal der neugotischen Kirche wird über einen quadratischen Turm mit rundem Aufsatz betreten. Dem breiten Langhaus folgt ein Querhaus mit Fensterrosen und Blendbögen. Im eingezogenen Chor mit dreiseitigem Schluss steht ein neugotischer Hochaltar. | |
| Klosterstraße 20 49° 22′ 21″ N, 7° 7′ 49″ O           | Bauernhaus                      | Das Bauernhaus wurde 1833 erbaut. Der traufständige, zweigeschossige Putzbau besitzt fünf Fensterachsen. In der mittleren befindet sich die Eingangstür mit profilierter Laibung und Oberlicht. Darüber befindet sich eine gerade, profilierte Verdachung, die mit einem Gesims verkröpft ist. | |
| Leopoldstraße 115 (vor) 49° 22′ 17″ N, 7° 6′ 45″ O    | Glocke der ev. Kirche Ottweiler | 1519 gegossen | |
| Mühlbachstraße 49° 22′ 4″ N, 7° 7′ 29″ O              | Eisenbahnbrücke,                | Erbaut 1879 | |
| Parkstraße 49° 22′ 15″ N, 7° 7′ 37″ O                 | Kriegergedächtnisstätte         | Um 1920 errichtet | |

## Stennweiler
| Lage                                                   | Bezeichnung                                                      | Beschreibung | Bild |  |
| ------------------------------------------------------ | ---------------------------------------------------------------- | --- | ---- |  |
| Friedhofstraße 49° 23′ 4″ N, 7° 6′ 46″ O               | Denkmal, Friedhofskreuz der evang. Gemeinde Stennweiler.         | Errichtet 1890. Standort auf der Grenze zwischen dem früheren evangelischen und katholischen Teil des Friedhofes Stennweiler. |      |  |
| Friedhofstraße 49° 23′ 4″ N, 7° 6′ 47″ O               | Grabdenkmal der Eheleute Johannes Schorr und Katharina Mailänder | Das Grabmal wurde laut Inschrift 1890 errichtet. Auf einem niedrigen stufigen Fundament steht ein Sockel mit Inschrift. Darüber thront ein Kruzifix, um dessen Fuß sich eine Schlange mit Apfel im Maul windet. Das Grabmal wurde aus Sandstein gefertigt. |      |  |
| Herrengarten                                           | Wegekreuz                                                        | Das einfache Wegekreuz aus rotem Sandstein mit Korpus, wurde 1866 errichtet zum Gedenken an Johann Limbach der hier mit seinem Pferdefuhrwerk tödlich verunglückt ist. Die Inschrift an dem Gedenkkreuz lautet: Leben wir, so leben wir dem Herrn. Sterben wir, so sterben wir dem Herrn. Wir mögen leben oder sterben, wir sind des Herrn. Zur frommen Erinnerung an Johann Limbach von Stennweiler, geboren 24.August 1811 hier verunglückt beim Fuhrwerk den 26. September 1866. Errichtet von seinen trauernden Angehörigen. Johann Limbach verunglückte mit seinem Pferdefuhrwerk. Er war auf seinem Acker oberhalb des Wegekreuzes unterwegs, um Mist auszufahren. Dabei hatte er sich das Leitseil um den Hals gelegt, eine ebenso gefährliche wie damals weit verbreite Unsitte. Als die Pferde plötzlich scheuten, hatte er wohl keine Zeit mehr, das Seil zu lösen, so dass er von diesen zu Tode geschleift wurde. |      |  |
| Herrengarten 8 49° 23′ 21″ N, 7° 6′ 45″ O              | „Meyers Haus“, Bauernhaus                                        | 1724 erbaut. In der zweiten Hälfte des 19. Jahrhunderts Umbau und Stall. |      |  |
| Herrengarten 14 49° 23′ 20″ N, 7° 6′ 42″ O             | Bauernhaus                                                       | Erbaut im 18. Jahrhundert, Umbau im 19. Jahrhundert |      |  |
| Hüttigweilerstraße 27 (bei) 49° 23′ 27″ N, 7° 6′ 36″ O | Wegekreuz                                                        | Errichtet 1886 |      |  |
| Lindenstraße 49° 23′ 19″ N, 7° 6′ 50″ O                | Kath. Kirche St. Barbara                                         | Die Barbarakirche wurde 1912 nach Plänen des Architekten Moritz Gombert im neugotischen Stil errichtet. Dem eigentlichen Eingang zum Langhaus ist eine offene Halle mit zwei Spitzbögen vorgelagert. Der niedrige quadratische Turm mit Gurtgesimsen ist an das Langhaus angesetzt. Der eingezogene Chor mit dreiseitigem Schluss sitzt auf der Ostseite des Langhauses. Auf der Nordseite der Hallenkirche wurde ein niedriges Seitenschiff integriert, das mit Arkaden vom Hauptschiff getrennt ist. Dort befindet sich auch ein Seitengang mit Vordach, das von reich verzierten korinthischen Säulen gehalten wird. |      |  |
| Oberdorf 14 49° 23′ 28″ N, 7° 6′ 58″ O                 | Wegekreuz (Einzeldenkmal)                                        | |      |  |
| Steinstraße 3 49° 23′ 16″ N, 7° 6′ 48″ O               | Bauernhaus                                                       | Erbaut im 17./18. Jahrhundert, Umbau 1859 |      |  |
| Zum Klopp 30 49° 22′ 58″ N, 7° 7′ 6″ O                 | Wegekreuz                                                        | Erbaut 1891 |      |  |